# Mussoorie
Mussoorie {Mansuri, hindi: मसूरी Masūrī) és una ciutat i municipi del districte de Dehradun a Uttarakhand, popular estació de muntanya anomenada "Reina de les Muntanyes" que inclou la veïna Landour, un campament militar així com les poblacions de Barlowganj i Jharipani. Està situada a uns 1850 metres i té una verda vegetació i bon nombre d'animals. El punt més alt de les muntanyes on es troba és el Lal Tibba amb més de 2.170 metres. Està situada a 30° 27′ N, 78° 05′ E / 30.45°N,78.08°E. Consta al cens del 2001 amb 26.069 habitants. La població antigament era:
- 1872: 2.753
- 1881: 4.852
- 1891: 7.175
- 1901: 6.461 (14.689 dins els límits municipals, 3711 del camp militar de Landour)

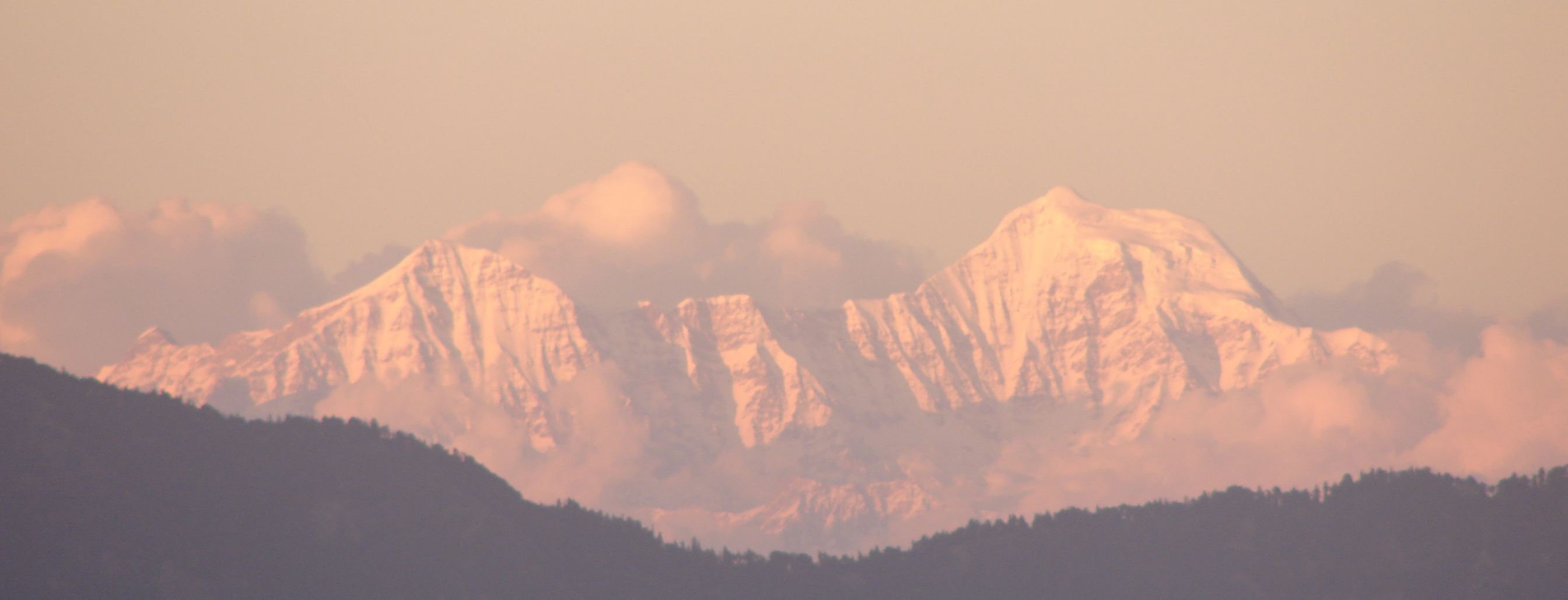
Himàlaia des de Mussoorie, Uttarakhand.

## Llocs d'interès
- St. George's College (1853)
- Woodstock School (vers 1855)
- Oak Grove School (1888)
- Wynberg-Allen (1888)
- Guru Nanak V Centenari (1969).

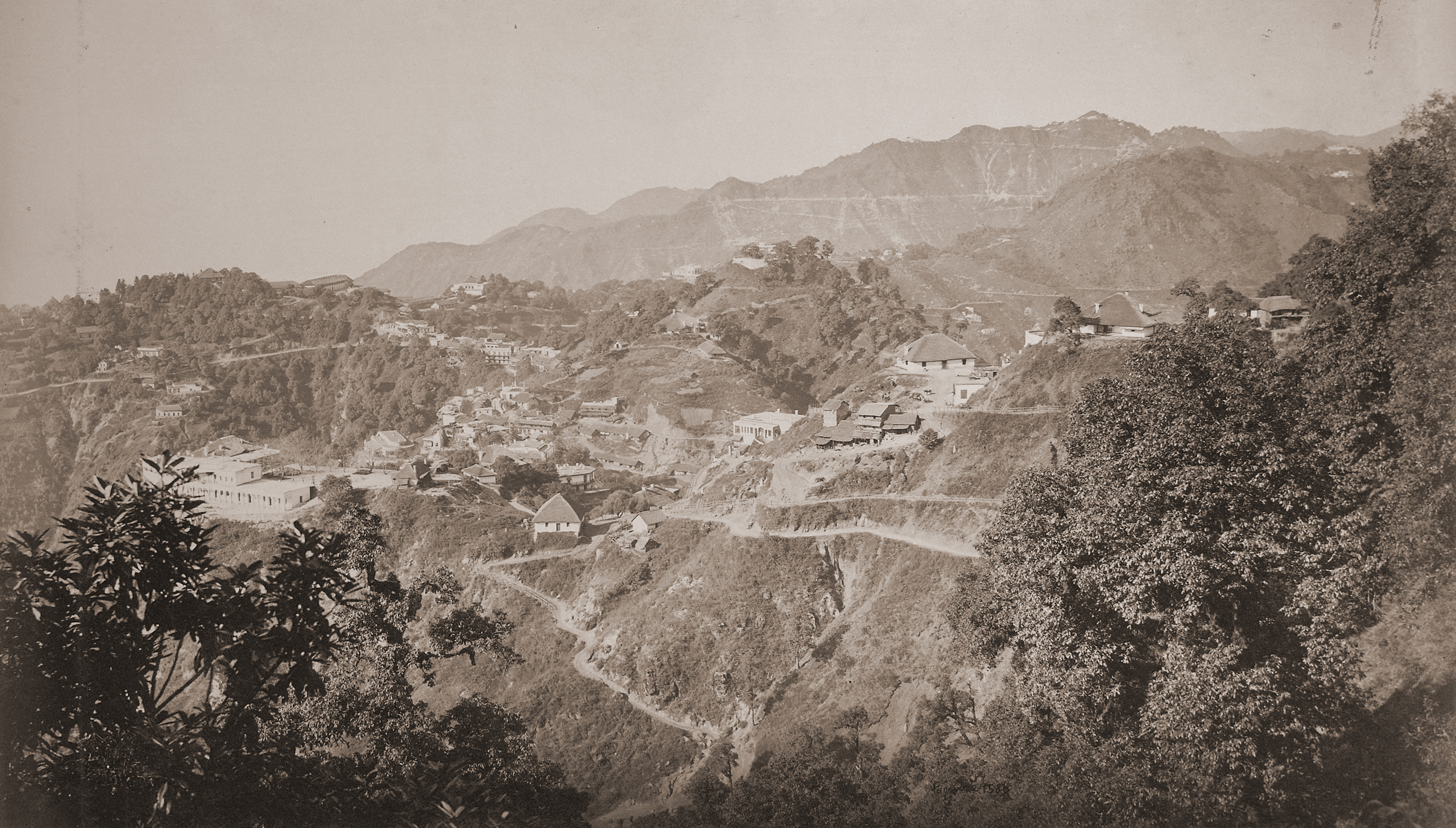
Mussoorie i Landour, vers 1865

- Ruta coneguda com a "Camel's Back Road" amb l'església cristiana més antiga de l'Himàlaia, St. Mary's,
- Llac Mist
- Jardins Municipals
- Llac Mussoorie

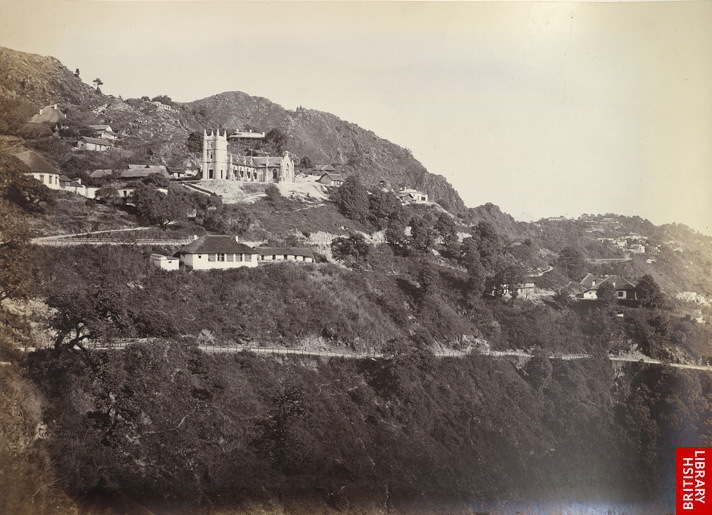
Mussoorie, vista vers 1865

- Childer's lodge (punt més alt proper al Lal Tibba)
- Cascades Bhatta
- Cascada Jharipani
- Cascada Mossy
- Casa de Sir George Everest, supervisor general de l'Índia del 1830 al 1843, que donà el seu nom a la muntanya més alta del món.
- Temple hinduista Nag Devta dedicat a Xiva.
- Temple Jwalaji (a la muntanya de Benog Hill de 2.104 metres)
- Cloud End, resort construït el 1838
- Van chetna kendra, parc amb animals en llibertat.
- Benog Mountain quail sanctuary, per ocells
- Teixits de l'Himàlaia fabricats localment i d'alta qualitat i respectuosos amb la natura

## Història
El 1826 el capità Young va fundar un lodge (allotjament) en aquest lloc amb ajut de Shore el resident superintendent de recaptacions de Dehradun. El 1827 es va construir un sanatori a Landour que després va esdevenir campament militar (cantonment). El coronel George Everest va construir aquí una residència el 1832. El lloc tenia tantes avantatges que al segle XX no tenia gairebé rival com estació de muntanya. La municipalitat es va crear el 1850. Les autoritats del districte hi establien la seva residència durant els mesos d'estiu
El nom derivaria de mansoor, un arbust de la zona. La població és anomenada localment Mansoori, el que dona suport a aquesta etimologia. El carrer principal, com en altres estacions, s'anomena el Mall i anava entre el Palau de la Pintura i la Biblioteca pública (en curt the Library).
L'abril de 1959 el Dalai Lama va establir el seu govern a l'exili a Mussoorie però aviat fou traslladat a Dharamsala a Himachal Pradesh. Avui hi viuen cinc mil tibetans